# Trichrous irroratus
Trichrous irroratus är en skalbaggsart som först beskrevs av Olivier 1795.  Trichrous irroratus ingår i släktet Trichrous och familjen långhorningar.
Artens utbredningsområde är:
- Kuba.
- Haiti.

Inga underarter finns listade i Catalogue of Life.